# Виконувач обов'язків президента США
Виконувач обов'язків президента США — особа, яка, відповідно до законодавства, здійснює обов'язки Президента США, при тому, що не обіймає посаду глави держави. Існує визначена послідовність, за якою на посадовців федерального уряду США можуть покладатися обов'язки Президента, якщо на попередню особу в цій послідовності неможливо покласти ці обов'язки. Вона застосовується, якщо чинний президент стає недієздатним, помирає, зрікається посади або його усувають (після імпічменту, здійсненого Палатою представників та наступним після цього обвинувачення від Сенату) під час чотирирічного терміну, на який його обрано. Також ця процедура застосовується, якщо з якихось причин нового Президента не було обрано до затвердженої в Конституції дати інавгурації, або якщо обраний президент не може чи відмовляється скласти присягу в день інавгурації.
Послідовність наслідування повноважень президента США декілька разів згадується в Конституції США: у статті II, розділі 1, пункті 6, а також у Двадцятій та у Двадцять п'ятій поправках. Віцепрезидент США є єдиним посадовцем, який згадується в Конституції як заступник Президента. Частина статті II, де йдеться про наслідування повноважень президента, надає Конгресу право визначати, на яких федеральних посадовців будуть покладатися обов'язки президента, у разі, якщо Віцепрезидент не може їх виконувати, хоча таке ще ніколи не траплялось. Чинний Закон про наслідування повноважень Президента США був ухвалений 1947 року та змінений 2006 року (щоб додати туди Міністра внутрішньої безпеки). Порядок наслідування є таким: Віцепрезидент, Спікер Палати представників, Тимчасовий президент Сенату, а далі придатні за критеріями міністри федеральних міністерств, починаючи з Державного секретаря.
Якщо Президент помирає, зрікається посади або його усувають, Віцепрезидент автоматично стає повноправним Президентом. Точно так же, якщо обраний президент помирає до вступу на посаду або відмовляється на неї вступати, то обраний віцепрезидент стає Президентом у день інавгурації. Віцепрезидент також може стати тимчасовим виконувачем обов'язків президента, якщо Президент стає тимчасово нездатним сам виконувати свої обов'язки. Однак, якщо посади і Президента, і Віцепрезидента стають вакантними, то наступний за списком посадовець, на якого покладаються обов'язки президента, не стає повноправним Президентом, а лише виконувачем обов'язків президента. На сьогодні лише троє віцепрезидентів тимчасово виконували обов'язки президента: Джордж Герберт Вокер Буш (один раз), Дік Чейні (двічі) та Камала Гарріс (один раз). Поки ще ніколи не було такого, щоб на когось іншого, крім Віцепрезидента, покладались обов'язки президента.

## Вимоги до виконувачів обов'язків президента
Вимоги до особи, яка виконує обов'язки президента, є такими самими, як і до Президента. У статті II, розділі 1, пункті 5 вказані три вимоги до осіб, яким вони мають відповідати, щоб мати можливість виконувати обов'язки президента: особа має бути народженою на території США, бути віком мінімум 35 років та проживати на території США не менше 14 років. Наприклад, колишній міністр транспорту США Елейн Чао була усунута зі списку наслідування обов'язків президента США, оскільки вона народилась не на території США й отримала громадянство США у віці 19 років.
Особа, яка задовольняє ці вимоги, може все одно не бути допущеною до виконання обов'язків президента за таких умов:
- Стаття I, розділ 3, пункт 7 Конституції США дозволяють Сенату забороняти особам, які були усунуті з посади через імпічмент, займати виборні посади в майбутньому.[2]
- Розділ 3 Чотирнадцятої поправки до Конституції США забороняє ставати Президентом будь-якій особі, яка склала присягу на вірність Конституції, але потім брала участь у заколоті проти США. Однак ця заборона може бути скасована двома третинами голосів у кожній палаті Конгресу.[3]
- Двадцять друга поправка до Конституції США забороняє ставати Президентом тому, хто вже двічі обирався на цю посаду (або один раз, якщо ця особа була президентом чи виконувала обов'язки президента протягом більше двох років з терміну, на який обрали когось іншого).[4][5]

## Історія

### До 25-ї поправки

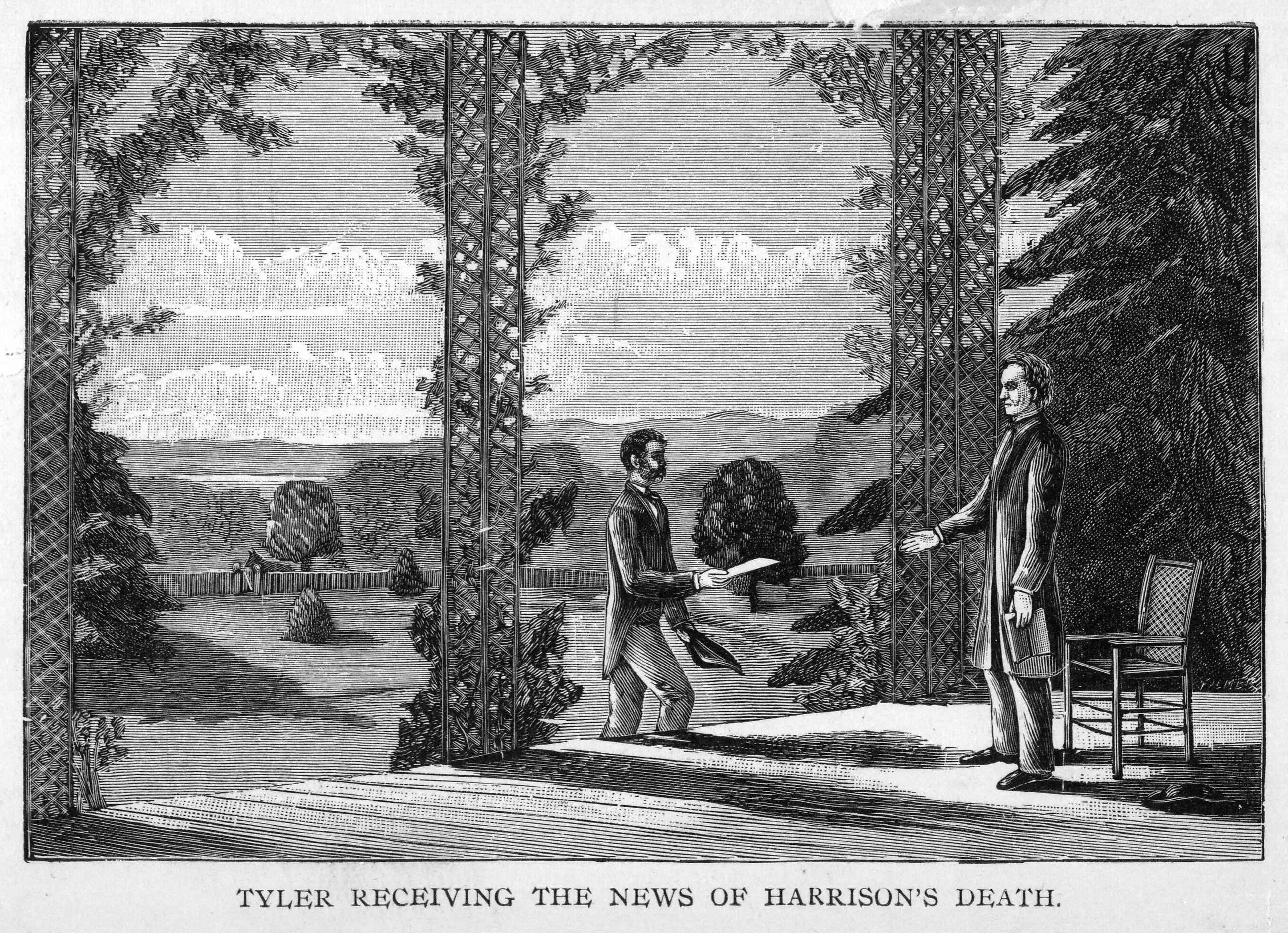
Ілюстрація 1888 року того, як Джон Тайлер 5 квітня 1841 отримує від Головного клерка Держдепу Флетчера Вебстера повідомлення про смерть Вільяма Генрі Гаррісона.

4 квітня 1841 року, через місяць після своєї інавгурації, Президент Вільям Генрі Гаррісон помер. Він став першим американським президентом, який помер, перебуваючи на посаді. Унаслідок цього виникла конституційна криза, оскільки положення про наслідування президентських повноважень могло трактуватись неоднозначно (стаття II, розділ 1, пункт 6).
Невдовзі після смерті Гаррісона, його кабінет зібрався на засідання і вирішив що Джон Тайлер, на той момент віцепрезидент, має взяти на себе повноваження президента під титулом «Віцепрезидент, який виконує обов'язки Президента». Але замість того, щоб прийняти пропонований титул, Тайлер заявив, що Конституція дає йому повні та необмежені президентські повноваження, і що він має прийняти присягу як повноцінний Президент. Так і було зроблено, чим було створено критичний прецедент того, як передається посада Президента після смерті чинного Президента. Попри це, деякі члени Конгресу, зокрема член Палати представників та колишній Президент Джон Квінсі Адамс, вважали, що Тайлер має бути «тимчасовою заміною» під титулом «виконувача обов'язків президента», або залишатися Віцепрезидентом із титулом віцепрезидента. Сенатор Генрі Клей сприймав Джона Тайлера лише як Віцепрезидента, а його президентство як регентство. Однак Тайлер рішуче наполягав на своєму титулі Президента та на своїх правах використовувати всі права і привілеї Президента США. Прецедент, встановлений 1841 року, був дотриманий у семи наступних випадках, коли чинний Президент помирав, перебуваючи на посаді. Пізніше він був закріплений у Конституції в першому розділі Двадцять п'ятої поправки.
Хоча прецедент щодо передачі повноважень після смерті чинного Президента було встановлено, питання щодо нездатності Президентом виконувати свої обов'язки залишились без відповіді. Не зрозуміло, що вважається «нездатністю», хто встановлює цей факт «нездатності». Через недостатню зрозумілість цього положення майбутні віцепрезиденти неохоче брали на себе повноваження внаслідок нездатності Президента виконувати свої обов'язки.
У двох конкретних випадках робота виконавчої гілки влади серйозно порушувалась через те, що не було конституційної бази для оголошення Президента нездатним виконувати свої обов'язки:
- Протягом 80 днів у 1881 році, між озброєним нападом на Джеймса Гарфілда в липні та його смертю від вогнепального поранення у вересні[12]. Лідери Конгресу вмовляли Віцепрезидента Честера Артура взяти на себе президентські повноваження, поки Президент був нездатний виконувати свої обов'язки, але він відмовлявся, боючись бути сприйнятим як узурпатор. Усвідомлюючи своє перебування в делікатній позиції і що кожна його дія перебуває під пильним наглядом, він залишався на самоті у своєму домі в Нью-Йорку протягом більшої частини літа[13].
- З жовтня 1919 до березня 1921, коли Вудро Вільсон мав серйозні проблеми зі здоров'ям після інсульту. Майже сліпий і частково паралізований, він провів останні 17 місяців свого президентства усамітненим у Білому домі[14]. Віцепрезидент Томас Маршалл, кабінет та вся нація протягом декількох місяців перебували в невідомості щодо серйозності хвороби Президента. Маршалл боявся питати про стан здоров'я Вілсона або головувати на засіданнях кабінету, оскільки вважав, що всі подумають, що він «приміряє на себе роль Президента».

### Після 25-ї поправки
Двадцять п'ята поправка до Конституції США була запропонована 89-м скликанням Конгресу США і ратифікована штатами в 1967 році. Вона встановила формальні процедури щодо дій при нездатності Президента виконувати свої обов'язки та порядку передачі повноважень. Розділ 3 цієї поправки дозволяє Президенту добровільно передавати свої повноваження Віцепрезиденту, що було використано двома із них у трьох випадках. Рональд Рейган скористався цим правом 13 липня 1985 року, коли йому потрібно було пройти хірургічну операцію з видалення колоректального раку під анестезією. Віцепрезидент Джордж Герберт Вокер Буш виконував президентські повноваження, поки цього не міг робити Рейган. Він був виконувачем обов'язків президента до кінця того дня, поки Рейган не став виконувати свої повноваження знову. Наступним так зробив Президент Джордж Вокер Буш, якому робили колоноскопію 29 червня 2002, а потім знову 21 липня 2007. Віцепрезидент Дік Чейні тимчасово ставав виконувачем обов'язків президента в обох цих випадках. 19 листопада 2021 року віцепрезидентка Камала Гарріс 85 хвилин виконувала обов'язки президента, поки чинний президент Джо Байден перебував під наркозом під час колоноскопії. Вона стала першою жінкою, що отримала президентську владу.

## Список виконувачів обов'язків Президента США за 25-ю поправкою
| Виконувач обов'язків      | Виконувач обов'язків     | Посада            | Період                          | Партія | Партія         | Президент        |
| ------------------------- | ------------------------ | ----------------- | ------------------------------- | ------ | -------------- | ---------------- |
|                           | Джордж Герберт Вокер Буш | Віцепрезидент США | 13 липня 1985 11:28 — 19:22     |        | Республіканець | Рональд Рейган   |
|                           | Дік Чейні                | Віцепрезидент США | 29 червня 2002 7:09 — 9:24      |        | Республіканець | Джордж Вокер Буш |
| 21 липня 2007 7:16 — 9:21 | Дік Чейні                | Віцепрезидент США |                                 |        | Республіканець | Джордж Вокер Буш |
|                           | Камала Гарріс            | Віцепрезидент США | 19 листопада 2021 10:10 — 11:35 |        | Демократка     | Джо Байден       |